# Katalog Henry’ego Drapera
Katalog Henry’ego Drapera (HD; ang. Henry Draper Catalogue) – jest to katalog danych astrometrycznych i spektroskopowych ponad 225 000 gwiazd.
Po raz pierwszy opublikowany został pomiędzy 1918 a 1924 rokiem. Został stworzony przez Annie Jump Cannon i jej współpracowników z obserwatorium Harvarda, pod nadzorem Edwarda Pickeringa. Nazwę katalogu nadano na cześć zmarłego amerykańskiego astronoma Henry’ego Drapera, którego żona sfinansowała prace nad katalogiem.
Katalog zawiera gwiazdy średniej jasności, do około 9m (50 razy ciemniejsze od najsłabszych gwiazd widzialnych gołym okiem). Mogą one być zatem obserwowane zarówno za pomocą profesjonalnych instrumentów, jak i amatorskich teleskopów. Katalog obejmuje całe niebo i uważany jest za pierwszą zakrojoną na dużą skalę próbę skatalogowania typów widmowych gwiazd.
Numery obiektów katalogu Henry’ego Drapera poprzedza się literami HD. Oznaczanie to jest używane współcześnie dla gwiazd nie posiadających litery w systemie Bayera lub numeru Flamsteeda. Gwiazdy ponumerowane od 1 do 225 300 pochodzą z oryginalnego katalogu i są ułożone według rektascensji dla epoki 1900.0. Gwiazdy z przedziału 225 301 – 359 083 pochodzą z wydanego w 1949 roku rozszerzenia. Poprzedza się je literami HDE (ang. Henry Draper catalogue Extension), choć poprawne jest też często spotykane samo HD.